# Billy Joe Royal

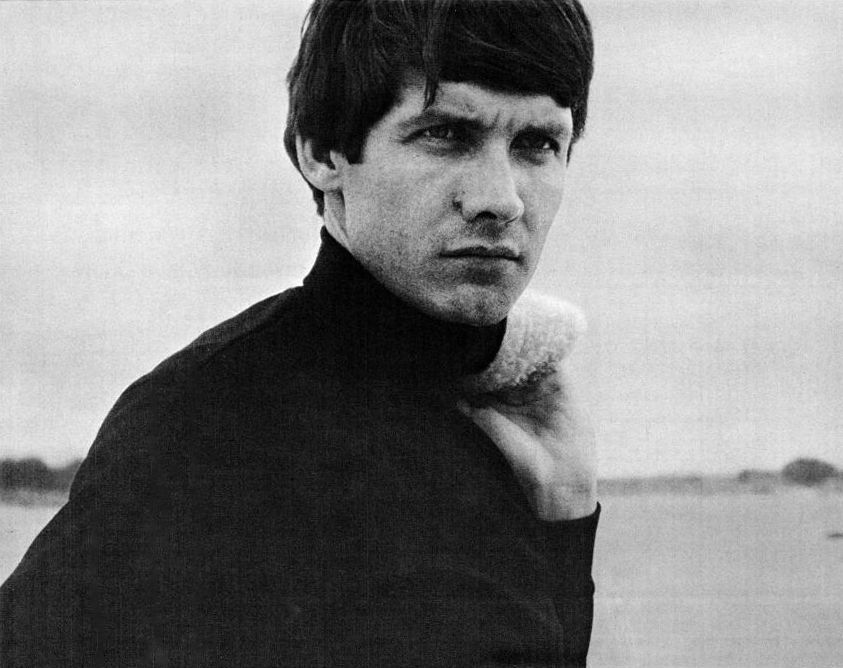
Billy Joe Royal (1966)

Billy Joe Royal (Valdosta, 3 april 1942 – Morehead City, 6 oktober 2015) was een Amerikaans zanger.

## Biografie
Billy Joe Royal was vanaf ongeveer 1960 een lokale ster in Savannah, Georgia. Hij werd beïnvloed door onder andere Sam Cooke, Roy Orbison en Fats Domino. Nadat hij een demo had ingezongen van het lied Down in the Boondocks van zijn vriend Joe South, werd hij opgemerkt door Columbia Records. Royal tekende er een contract en Down in the Boondocks werd officieel uitgebracht. Het haalde de negende plaats in de Billboard Hot 100. Ook internationaal trok het nummer de aandacht, met onder andere een notering in de Nederlandse Top 40.
Ook de volgende nummers die Royal uitbracht, waren geschreven en geproduceerd door South. Hij is onder andere bekend van Yo-Yo (1966, later gecoverd door The Osmonds) en Hush (1967, later gecoverd door Deep Purple, Johnny Hallyday en Kula Shaker).
In de jaren zeventig taande zijn succes. Hij trad geregeld op in Las Vegas en had in 1978 een hitje met een cover van Under the boardwalk. In de jaren tachtig verlegde Royal zijn aandacht naar countrymuziek. Hij had verschillende noteringen in de Amerikaanse countryhitlijst.
Behalve zanger was Billy Joe Royal als acteur in enkele films te zien. Hij bleef daarnaast geregeld optreden. Royal overleed in 2015 op 73-jarige leeftijd in zijn woning in de staat North Carolina.

## NPO Radio 2 Top 2000
| Nummer met noteringen in de NPO Radio 2 Top 2000 | '99  | '00  | '01  |
| ------------------------------------------------ | ---- | ---- | ---- |
| Hush                                             | 1914 | 1835 | 1921 |

1. ↑  Een vetgedrukt getal geeft de hoogste notering aan.
2. ↑  Deze tabel is bijgewerkt tot en met de laatste editie (2024).

- Biblioteca Nacional de España: XX5069595
- Bibliothèque nationale de France: cb13931159x (data)
- Gemeinsame Normdatei: 134616812
- International Standard Name Identifier: 0000 0001 1875 3180
- Library of Congress Control Number: n91061197
- MusicBrainz: 4bf357d0-942c-4a0f-a504-2e20d65e953a
- Nationale Bibliotheek van Tsjechië: xx0093059
- Virtual International Authority File: 42028542
- WorldCat: E39PBJwX9m6wXjjj7YYjfJPbBP